# KMD
KMD (Kausing Much Damage, или a positive Kause in a Much Damaged society) — хип-хоп-трио начала 90-х, известное началом карьеры MF Doom, тогда носившего псевдоним Zev Love X. Другие участники группы — Rodan и DJ Subroc, младший брат Zev Love X’а. Когда Rodan выбрал окончание школы, вместо музыки, Zev Love X и DJ Subroc взяли Onyx the Birthstone Kid.

## История
После совместного трека «The Gas Face» вместе с группой 3rd Bass, трио выпускает свой полноценный дебютный альбом Mr. Hood. Политически настроенный, он похож на группу Brand Nubian (участвовавшей в альбоме в качестве гостей); однако стиль более комический и включает семплы старых детских аудиозаписей, в частности персонажа из Улицы Сезам на сингле «Humrush».
Группа выпускает альбом Black Bastards (без участника Onyx the Birthstone Kid) в 1993 г. Выпуск альбома был отложен на несколько лет из-за обложки, карикатурно изображающей Самбо-повешенного. После внезапной смерти Subroc’а (его сбила машина), в период работы над Black Bastards, Zev исчез с музыкальной сцены, и вернулся, но уже под псевдонимом MF DOOM.

## Дискография

### Альбомы
| Дата релиза | Название       | Лейбл           | Примечания                                                       |
| ----------- | -------------- | --------------- | ---------------------------------------------------------------- |
| 1991        | Mr. Hood       | Elektra Records |                                                                  |
| 15 мая 2001 | Black Bastards | Sub Verse       | Изначально записывался для релиза на лейбле Elektra в 1993 году. |

### EP
| 1998 | Black Bastards Ruffs + Rares | Fondle 'Em | Выпущен только на 12” виниловых пластинках. |

### Сборники
| 18 ноября 2003 | Best of KMD | Nature Sounds | Компиляция треков из альбомов Mr. Hood и Black Bastards. |

### Синглы
- «Peachfuzz / Gasface Refill» (1990) из альбома Mr. Hood
- «Nitty Gritty / Plumskinzz» совместно с Brand Nubian (1991) из альбома Mr. Hood
- «Who Me? / Humrush» (1991) из альбома Mr. Hood
- «What a Niggy Know?» (1993) из альбома Black Bastards
- «It Sounded Like a Roc / Stop Smokin' That Shit» (1999) из альбома Black Bastards

### Клипы
- «Who Me?» (1991)
- «Peachfuzz»(1991)